# 曹雪芹家酒
曹雪芹家酒简称曹雪芹酒，是河北丰润出产的一种白酒。曹雪芹出自的辽东曹氏为明初丰润望族曹氏族人中的曹瑞广于永乐年间，从当地携家迁居铁岭后繁衍而来；清初时丰润酿酒业兴盛，曹家在其祖籍丰润设立酒坊，供自家饮用；后曹家失宠失势，家道中落，其私人酒坊倒闭，酒师们散落于当地各酒坊，其技艺也随之传与民间。1945年当地易手后，中共晋察冀边区当局将当地八家私人酒坊合并，成立冀东贸易公司酒厂，后数度扩建、易名。酒厂原产散装白酒，1959年开始生产“浭阳”系列瓶装酒，推出后广受欢迎并多次获奖。为区别其他酒厂所产以浭阳命名的白酒，产品改称“曹雪芹家酒”，厂家也随产品而易名。曹雪芹家酒乃用高粱为主料，以大麦、小麦、和豌豆制成的中温大曲作糖化发酵剂，经投料、蒸料、降温、加曲、配料、发酵、蒸馏、勾兑、存贮等传统老五甑工序酿成的浓香型白酒 、清香型白酒和浓清兼香型白酒。